# Pieter Schothorst
Pieter Schothorst (21 januari 1992) is een coureur in de Eurocup Formule Renault 2.0. Hij maakte in 2008 zijn debuut in de suzuki swift cup bij het Coronel Junior Racing team waar hij in 2009 nog steeds actief is. Zijn eerste overwinning behaalde hij op 26 oktober 2008 op het circuit van Zandvoort. In 2008 eindigde hij als achtste in het eindklassement.
In het jaar 2009 was Schothorst oppermachtig in de Formido Suzuki Swift Cup. Met 6 overwinningen en in totaal 11 podiumplaatsen, heeft hij al in het voorlaatste weekend het kampioenschap naar zicht toegetrokken. Het laatste weekend kon Schothorst niet deelnemen vanwege een gebroken enkel die hij had opgelopen bij een test in een Formule Ford auto. Hij heeft ook al zijn internationale Autosport debuut gemaakt in de Eurocup Mégane Trophy. In zijn eerste race behaalde hij een 8e plaats.
In 2010 kwam Schothorst uit in de Formule Ford voor het Van Uitert Geva Racing team.
Na in 2010 het vice-lampioenschap Dutch & Beneluxe Formule Ford te winnen, heeft hij de overstap gemaakt naar de internationale autosport. In 2011 kwam Schothorst uit in zowel de Eurocup Formule Renault 2.0 als de Formule Renault 2.0 NEC, voor het Franse team R-aceGP.